# Обыкновенный сиг

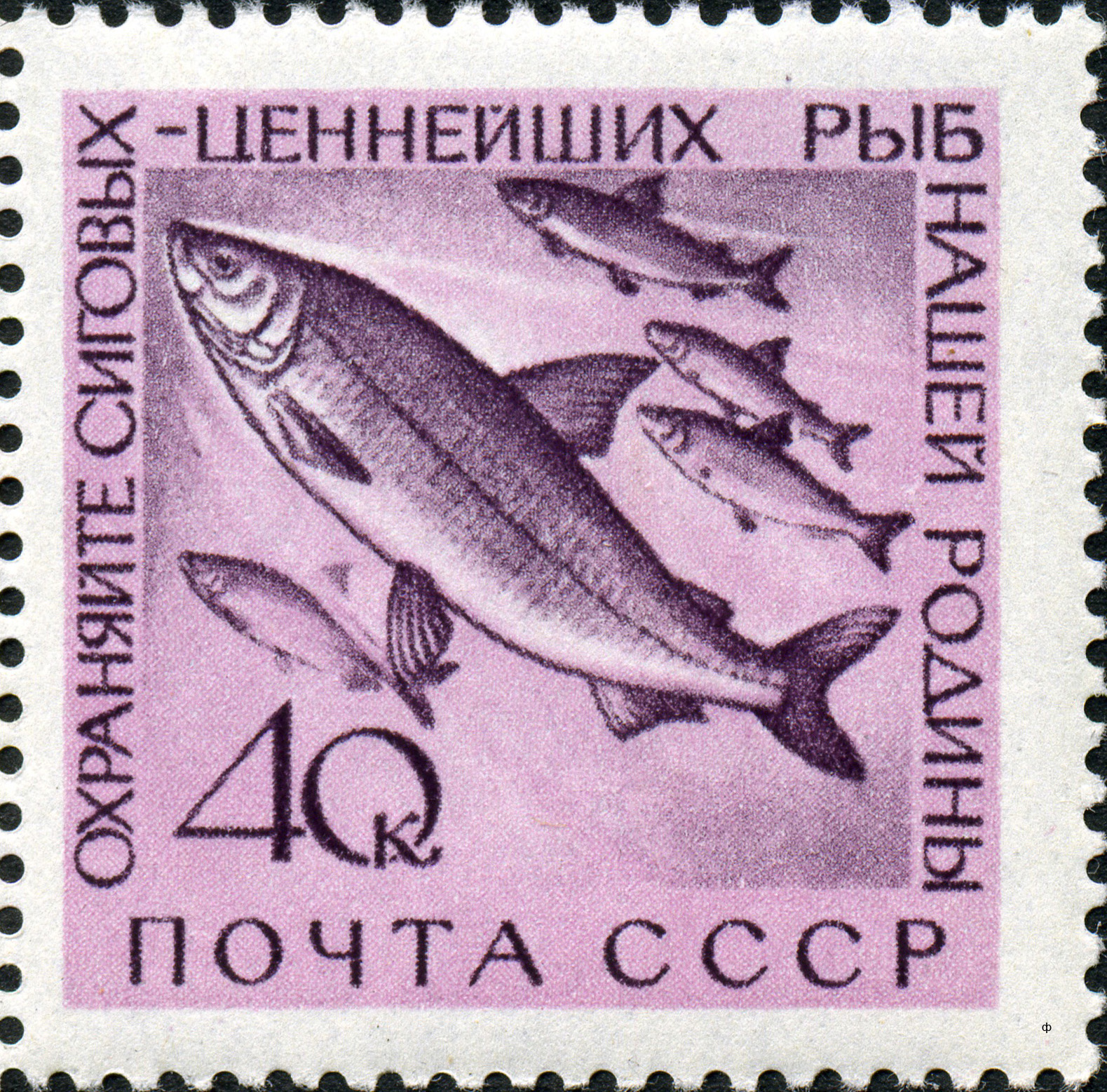
Почтовая марка СССР, 1960 год

Обыкновенный сиг, или Сиг проходной (лат. Coregonus lavaretus) — чрезвычайно полиморфный вид рыб семейства лососёвых, занесённый в международную Красную Книгу.
В Красную Книгу России занесены два подвида — волховский Coregonus lavaretus baeri (Kessler, 1864) и баунтовский Coregonus lavaretus baunti (Muchomedijarov, 1948). 
Синонимы
- Salmo lavaretus
- Salmo oxyrhynchus
- Salmo pidschian
- Salmo polcur
- Coregonus pallasi
- Coregonus oxyrhynchus
- Coregonus conorhynchus
- Coregonus widigreni
- Coregonus maraena
- Coregonus pachycephalus
- Coregonus tscholmugensis
- Coregonus ludoga
- Coregonus maraenoides
- Coregonus megalops
- Coregonus baicalensis
- Coregonus microps
- Coregonus smitti
- Coregonus nelssoni
- Coregonus peled

## Биология
Oтличается особенно сильной изменчивостью, распадается на множество форм, сходных только по нижнему положению рта и большей, чем у чира (Coregonus nasus), голове с менее горбатым рылом. Число жаберных тычинок может изменяться от 15 до 60, они могут быть гладкими или зазубренными; тело бывает высокое или низкое, удлиненное. Сиги могут быть проходными, речными и озерными, крупными и мелкими, могут питаться донными планктонными организмами и быть хищниками.
Везде, где обитает сиг, он распадается на две формы, часто обитающие совместно. Это малотычинковая форма (жаберных тычинок до 30), питающаяся бентосом и мелкой рыбой, и многотычинковая (жаберных тычинок больше 30), потребляющая в основном планктон.

## Морфология
Число жаберных тычинок колеблется от 15 до 64, есть формы малотычинковые (15-30 типичный представитель пыжьян), среднетычинковые (30-40) и многотычинковые (более 40 тычинок). Число чешуй в боковой линии 69-109, пилорических придатков 89-280, позвонков 58-65. . Кариотип у большинства популяций 2n= 80, NF=96-102; Но отмечена изменчивость в числе хромосом от 79 до 81 при числе плеч от 96 до 102. Различные подвиды сига при одинаковом наборе хромосом (2п= 80) могут иметь разное число плеч: волховский сиг - NF=96, сиг-лудога - NF=98 и чудской сиг NF=102. Наибольшие вариации кариотипа описаны для сига-пыжьяна, у него же из р. Кереть отмечены добавочные В-хромосомы (2n= 80+В и NF=98+B). Для вида описаны более 30 подвидов , но за последнее время их число в России сокращено до 6.

## Образ жизни
Проходная форма обыкновенного сига кормится в низовьях рек, а на нерест поднимается в реки, обычно не совершая долгих путешествий. Речные сиги нерестятся и кормятся в реке, поднимаясь для размножения выше по течению. Многочисленные озерные формы, ведущие свое происхождение от проходных сигов, в некоторых местах нерестятся в озерах, а в других — поднимаются из озер в реки. В крупных озерах успешно сосуществуют те и другие формы. Например, сиг-лудога нерестится в Ладожском озере в прибрежной зоне на галечниковом грунте осенью. С конца ноября до середины декабря нерестится в Ладоге глубоководный ладожско-онежский сиг валаамка. А вот волховский сиг для размножения поднимался из Ладожского озера в реку Волхов, затем в озеро Ильмень, а потом в реку Мсту. На своем пути сиги преодолевали даже вечнобушующие Петропавловские пороги Волхова. По Мсте сиг доходил почти до озера Мстино и с 18 по 26 октября, иногда и в начале ноября, выметывал свою мелкую желтоватую икру на песок и гальку в глубоких местах. Большая часть рыб после нереста спускалась в Ладожское озеро, но некоторые оставались в озере Ильмень и в реках вплоть до весеннего ледохода. Разбросанная самкой по дну икра в холодной воде развивалась долго. Только в апреле личинки выходили из оболочки, а уже в первое лето жизни молодь спускалась в Ладогу и нагуливалась в прилегающих к Волхову районах от трех до пяти лет, до первого нереста.
Подвиды
- Coregonus lavaretus baeri Kessler, 1864 — сиг волховский, или сиголов, или волховский сиг
- Coregonus lavaretus baunti (Muchomedijarov, 1948) — баунтовский сиг
- Coregonus lavaretus lavaretus (Linnaeus, 1758) — европейский сиг
- Coregonus lavaretus maraenoides (Poljakow, 1874) — чудский сиг, или сиг-марена
- Coregonus lavaretus pallasi (Valenciennes, 1848) — многотычинковый сиг
- Coregonus lavaretus pidschian (Gmelin, 1788), или пыжьян, или сиг-пыжьян, или сибирский сиг